# Stanley Elkins

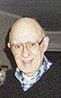
Stanley Elkins

Stanley M. Elkins (* 27. April 1925 in Boston, Massachusetts; † 16. September 2013 in Leeds) war ein US-amerikanischer Historiker, der sich mit der Sklaverei in den Vereinigten Staaten (Slavery: A Problem in American Institutional and Intellectual Life) sowie der Frühgeschichte der Vereinigten Staaten (The Age of Federalism: The Early American Republic, 1788–1800) beschäftigte. Seine Arbeiten zur Frühgeschichte der Vereinigten Staaten sind großteils zusammen mit Eric McKitrick geschrieben.

## Leben
Stanley Elkins wurde am 27. April 1925 in Boston als Sohn von Frank und Frances Elkins geboren. Er war Schüler am Boston English High School und diente zwischen 1943 und 1945 im Zweiten Weltkrieg im 362nd Infanterie Regiment in Italien. Nach dem Krieg studierte er an der Harvard University. Er graduierte 1949 und promovierte an der Columbia University. Von 1955 bis 1960 lehrte er an der University of Chicago, deren Verlag seine Dissertation Slavery: A Problem in American Institutional and Intellectual Life 1959 veröffentlichte. 1960 wechselte er zum Smith College, wo er 1969 zum Sydenham Clark Parsons Professor of History berufen wurde. Er lehrte dort bis zu seiner Emeritierung 1993. Elkins, ein Jude, war Mitglied der B’nai Israel Congregation.
1947 heiratete Elkins Dorothy Adele Lamken. Sie hatten 4 Kinder.

## Werk

### Sklaverei
Sein erstes Buch, Slavery: A Problem in American Institutional and Intellectual Life, wurde 1959 und mehrmals darauf veröffentlicht. Die erste Version bestand aus vier Essays über die Sklaverei in den Vereinigten Staaten. Zuerst behandelt er die Historiografie der amerikanischen Sklaverei, worauf er diese mit der lateinamerikanischen Sklaverei vergleicht. In seinem dritten Essay versucht er zu erklären, warum der typische Sklave ein Sambo sei. Dies erklärt er mit einem Vergleich mit dem Holocaust: Der Sklave würde wie ein Holocaust-Insasse infantilisiert, d. h. die geistige Selbstständigkeit nehmen, werden. Zuletzt kritisiert er neu-englische Abolitionisten für ihre Unfähigkeit, aufgrund von ideologischem Rigorismus, eine politische Strategie der sukzessiven Abschaffung der Sklaverei zu verfolgen. In der dritten Edition, veröffentlicht 1976, fügt Elkins zwei Kapitel hinzu. Teil 5, das schon 1971 erschien, beschreibt sein eigenes Werk und sagt hervor, dass die Ideologie der Sklaverei Historiker beschäftigen werden würde. Da letztere These nicht korrekt war und die Kultur der Schwarzen in den Vordergrund rückte, schrieb er Teil 6, das sich mit den Veränderungen in der Geschichtsschreibung beschäftigt. Außerdem unterstützt er Affirmative Action.
Benjamin Quarles lobte zwar die Nutzung von Allegorien und das Behandeln von Sekundärliteratur, doch vermisst er das Fehlen von „grundlegender Forschung“. Oscar Handlin sieht Potential, das aber von der schlechten Ausführung zerstört werden würde. Außerdem griffen Viele das Stereotyp des Sambo an. Trotzdem wertete C. Duncan Rice das Buch als eines der wichtigsten Bücher über Sklaverei, über das sogar das Buch The Debate Over Slavery, Stanley Elkins and His Critics geschrieben wurde. Sicher ist die Kontroversität des Werkes.

### Frühe Republik
Zusammen mit Eric McKitrick schrieb er über 30 Jahre The Age Federalism, das 1993 veröffentlicht wurde. Es behandelt die 1790er in der amerikanischen Geschichte, also das erste Jahrzehnt nach der Ratifikation der Vereinigten Staaten. Benannt ist es nach der Föderalistischen Partei, die während diesem Jahrzehnt den Präsidenten stellte. McKitrick und Elkins greifen die Föderalisten für ihre politischen Fehler an, allerdings loben sie ihre Loyalität zu ihren politischen Ideen. So fehlte ihnen entweder der „Geist, Willen, Fantasie oder Empfänglichkeit“ (englisch spirit, will, imagination, or responsiveness, S. 693) für die Parteipolitiken. In ihrer historischen Interpretation ist beispielsweise die positive Bewertung von John Jays Jay-Vertrag neu. Bei ihrer Analyse beschäftigen sie sich fast ausschließlich mit Politik und ignorieren dabei u. a. Sklaverei und Frauen in der frühen Republik. Dies bezeichnet man als Studie von „high politics“.
Joanne B. Freeman und Peter S. Onuf beschreiben das Buch als hochwertig, jedoch fehlt ihrer Meinung nach die Beschreibung von der einfachen Bevölkerung und wie sie das politische Geschehen beeinflussten. James M. Banner bezeichnet das Buch als „außergewöhnlich“. Insbesondere die Beschreibungen bedeutender Politiker wie z. B. James Madison (S. 79–80), Edmund Randolph (S. 354–365) und Timothy Pickering (S. 623–626). Richard Buel sieht das Buch trotz seiner Länge als gut geschrieben an. Es besitzt laut ihm mehrere Anzeichen eines Meisterwerks. Benjamin Schwarz bezeichnet die Beschreibung von Alexander Hamilton im Buch als die bisher Beste.

## Preise
- Bancroft Prize 1994: The Age of Federalism
- Society of Cincinnati Book Prize 1995: The Age of Federalism

## Veröffentlichungen (Auswahl)
- Slavery: A Problem in American Institutional and Intellectual Life. University of Chicago Press, Chicago 1959, ISBN 978-0-226-20477-2.
  - Slavery: A Problem in American Institutional and Intellectual Life. (3. Edition) University of Chicago Press, Chicago 1976 ISBN 978-0-226-20476-5.
- The Age of Federalism: The Early American Republic, 1788–1800. Oxford University Press, New York 1993 ISBN 978-0-19-506890-0. (Zusammen mit Eric McKitrick)
- Men of little faith: Selected writings of Cecelia Kenyon University of Massachusetts Press, 2002, ISBN 978-1-55849-347-6. (Editor zusammen mit Eric McKitrick und Leo Weinstein)